# 孔鮒
孔 鮒（こう ふ）は、秦代の学者。字は甲、あるいは子魚。孔子の子孫で、陳勝の博士であった。『孔叢子』の著者と伝えられる。

## 概要
『史記』孔子世家によると、孔鮒は孔子の八世の孫で、父の孔子慎（子慎は字、名は『漢書』孔光伝によると順、『漢紀』孝成皇帝紀では斌）は魏相であった。孔鮒は陳勝の博士で、享年57歳だった。
『漢書』儒林伝では孔甲が陳勝の博士になったと記している。顔師古注によると甲は孔鮒の字だろうという。『史記』儒林列伝の徐広注も同様である。
『漢書』芸文志の顔師古注では、秦の焚書にあたって孔子の旧家の壁中に尚書を隠した人物を『孔子家語』では孔騰（孔鮒の弟、字は子襄）とするが、『東観漢記』尹敏伝では孔鮒が隠したと書いているという。
『孔叢子』は孔子および孔鮒を含む子孫の言行を記した書物で、孔鮒の著と伝えられるが、実際には魏晋期の偽作とされる。その独治篇では鮒甲を名、子魚を字とし、陳の人は子鮒とも孔甲とも言ったとする。また張耳や陳余と交流があり、陳余に招かれて陳勝に仕えた。陳勝は孔鮒を博士・太師としたとする。